# Дзятко Юрій Андрійович
Юрій Андрійович Дзятко — сержант Збройних Сил України, учасник російсько-української війни, що загинув у ході російського вторгнення в Україну в 2022 році.

## Життєпис
Народився 7 травня 1979 року на Волині. 
З початком російського вторгнення в Україну був призваний на військову службу за мобілізацією 7 березня 2022 року. 
Загинув 26 березня 2022 року — через три тижні, під час виконання бойового завдання в місті Харків.
Громадська панахида за загиблим у війні з Росією військовослужбовцем Юрієм Дзятком відбулася у п'ятницю 8 квітня у м. Луцьку. Героя відспівали у кафедральному соборі Святої Трійці за присутності родини, представників громадськості та військових побратимів. Опісля панахиди тіло військовослужбовця прощальною ходою пронесли Театральним майданом головного міста Волині. Останній спочинок Юрій Дзятко знайшов на Алеї почесних поховань міського кладовища у селі Гаразджа. Члени виконавчого комітету Луцької міської ради прийняли рішення про виділення матеріальної допомоги по 100 тис. грн сім'ям загиблих військовослужбовців, які брали участь в антитерористичній операції, операції Об'єднаних сил на сході України та відбитті військової агресії Російської Федерації проти України, в тому числі й родини Юрія Дзятка.

## Нагороди
- орден За мужність III ступеня (2022, посмертно) — за особисту мужність і самовіддані дії, виявлені у захисті державного суверенітету та територіальної цілісності України, вірність військовій присязі[5].